# Urziceni
Urziceni municípium Ialomița megyében, Munténiában, Romániában.

## Fekvése
A megye északnyugati részén, Slobozia városától hatvankét kilométerre nyugatra található. A Ialomița folyó partján, melybe itt torkollik bele az északi irányból érkező Cotorca folyó. Jelentős közúti és vasúti csomópont.

## Történelem
Nevét a csalánról kapta (a román urzică szó jelentése csalán).
Első írásos említése egy 1596-os, II. Mihály havasalföldi fejedelem korabeli, okiratban olvasható.
A település Ialomița megye központja volt 1716-tól egészen 1832-ig, amikor Călărași lett az új megyeszékhely. 
A 19. század közepén városi jellegű községi rangban Ialomița megye Câmpul járásának a székhelye volt és Urziceni illetve Cotorca településekből állt, összesen 2279 lakossal. A község területén ekkor két templom (mindkettő Urziceniben, melyek közül az egyiket 1828-ban, a másikat pedig 1861-ben szentelték fel), két iskola (egy-egy mindkét településen), egy vízimalom, egy kórház, egy gyógyszertár, egy telegráf iroda és egy posta működött. 1895-ben városi rangot kapott.
1925-ös évkönyv szerint Urziceni járás központja volt, 3526 lakossal. 1931-ben közigazgatási irányítása alá tartozott három község: Cotorca, Bărbulești és Manasia.
1950-ben a város a Ialomițai régió Urziceni rajonjának volt a központja, majd 1952-től a Ploiești régióhoz csatolták, 1956-ban pedig a Bukaresti régió része lett. Az 1968-as új megyerendszerben Ilfov megyéhez csatolták. 1981-ben ismét Ialomița megyéhez került. 1995-ben municípiumi rangot kapott.

## Lakossága
| Nemzetiségek        | 2002  | 2002   |
| ------------------- | ----- | ------ |
| Románok             | 16562 | 96,88% |
| Romák               | 493   | 2,88%  |
| Magyarok            | 11    | 0,06%  |
| Ukránok             | 3     | 0,01%  |
| Törökök             | 3     | 0,01%  |
| Tatárok             | 3     | 0,01%  |
| Görögök             | 2     | 0,01%  |
| Lipovánok           | 2     | 0,01%  |
| Németek             | 2     | 0,01%  |
| Szerbek             | 1     | 0,00%  |
| Bolgárok            | 1     | 0,00%  |
| Egyéb nemzetiségűek | 9     | 0,05%  |
| Nem nyilatkoztak    | 2     | 0,01%  |
| Összesen            | 17094 | 100,0% |

## Címere

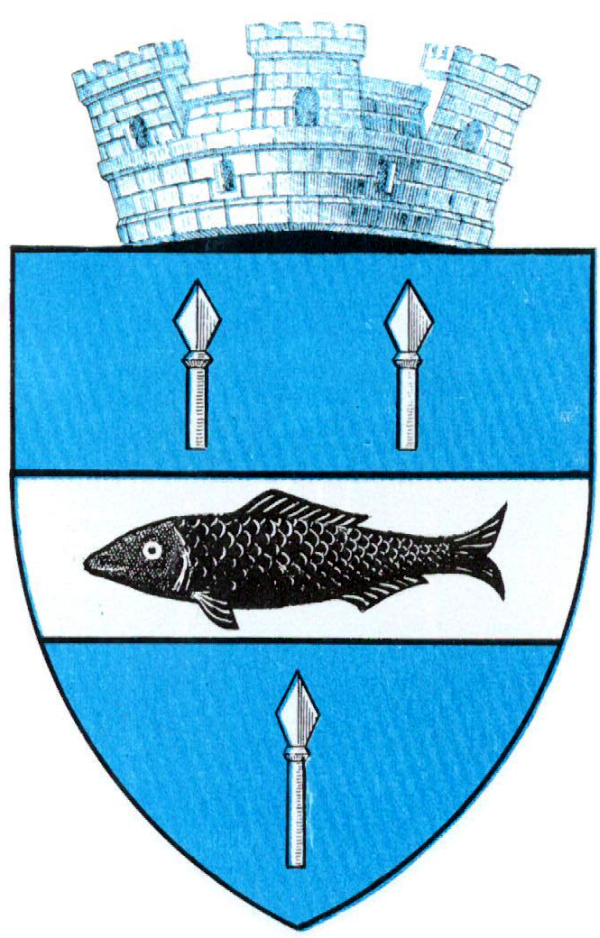
A két világháború között
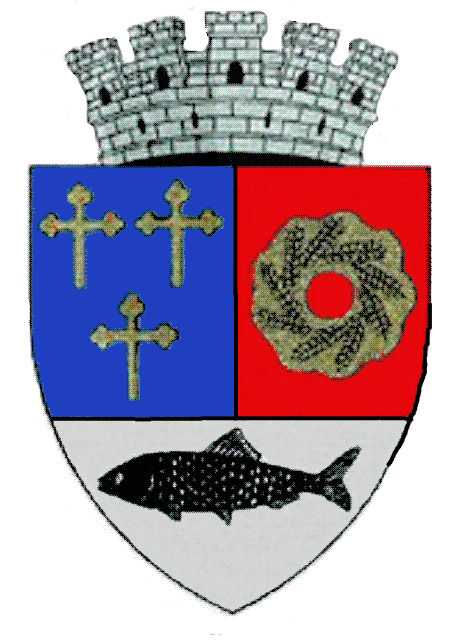
A jelenlegi

## Sport
A város leghíresebb labdarúgó csapata az FC Unirea Urziceni volt. A 2008–2009-es román labdarúgó-bajnokságot megnyerve indulhatott a 2009–2010-es UEFA-bajnokok ligája sorozatban, ahol 1-0-ra legyőzte a spanyol Sevilla FC-t Bukarestben és 4-1-re diadalmaskodott a Glasgow Rangers otthonában. 2011. július 1-jén a csapat anyagi okokra hivatkozva megszűnt.

## Látnivalók
A román Nemzeti kulturális és örökségvédelmi hivatal által számon tartott műemlékek Urziceni városában a következők: 
- Ion Ionescu udvarháza – 1905-ben épült.
- 1935-ben épült üzletház.
- A belvárosban egy 1889-ben, egy 1894-ben és egy 1885-ben épült lakóház.
- Gălățeanu udvarház – 1931-ben épült.
- 1916-ban épült római-katolikus templom.
- Mihai Hovaghinian háza – 1926-ban épült.

## Híres emberek
- Alexandru Toma (Urziceni, 1875. február 11.–Bukarest, 1954. augusztus 15.), író, a Román Akadémia tagja.
- Constantin Țoiu (Urziceni, 1923. július 19.–Bukarest, 2012. október 4.), író.
- Jipa Ionescu (Urziceni, 1912. június 26.-1944.), vadászrepülőgép pilóta.